# Розини, Карло
Ка́рло Рози́ни (итал. Carlo Rosini; 7 апреля 1748 или 1 апреля 1748, Неаполь — 18 февраля 1836 или 17 февраля 1836, Неаполь) ─ итальянский учёный, филолог, католический епископ, назначенный в епархию Поццуоли в 1797 году.
Отец Карло был профессором медицины и заметив способности сына, отправил его учиться в семь лет к иезуитам, затем в семинарию. С 1770 года Розини рукоположен в иподиакона и начинает преподавать латынь, затем греческий язык. В 1772 году рукоположен в священники.
Много сделал для раскопок Геркуланума и изобрёл способ читать обугленные папирусы, результатом чего были труды: «Herculanensium voluminum quae supersunt» (1793) и «Dissertatio isagogica ad Herculanensium voluminum explanationem» (1797). Кроме того, P. написал: «De vero studiorum scopo» (1787), «De litterarum utilitate» (1790) и др.
Был награждён орденом Франциска I.